# Список керівників держав 930 року
Список керівників держав 929 року — 930 рік — Список керівників держав 931 року — Список керівників держав за роками

## Європа

### Британські острови
- Шотландія:
  - Альба (королівство) — Костянтин II, король (900–943)
- Англія — Етельстан, король (924–939)
- Уельс:
  - Бріхейніог — Теудр IV, король (900–934)
  - Гвент — Оуен ап Хівел, король (927–930); Каделл ап Артвайл, король (930–942)
  - Дехейбарт — Хівел II Добрий, король (920–950)
  - Гвінед — Ідвал ап Анарауд, король (916–942)
  - Глівісінг — Оуайн ап Хівел, король (886–930): Гріфід ап Оуен, король (930–934); Кадуган ап Оуен, король (930–950); Морган ап Оуен, король (930–974)

### Північна Європа
- Швеція — Ерік V Рінґссон, конунг (882–932)
- Данія — Кнуд I Гардекнуд, король (917–948)
- Ірландія — Доннхад Донн, верховний король (919–944)
- Норвегія — Гаральд I Норвезький, король (872–930); Ейрік I Кривава Сокира (930-934)
  - Вестфольд — Гаральд I Прекрасноволосий, конунг (бл. 860–930)

### Західне Франкське королівство—Рауль I, король (923–936)
- Аквітанське герцогство — Ебль Манцер, герцог (890–892, 902–935)
- Ангулемське графство — Адемар I, граф (916–930)
- Герцогство Васконія (Гасконь) — Гарсія II Санше, герцог (920 — 950/955)
- Готська марка — Ерменгол, маркіз (924 — бл. 935); Раймунд III Понс, маркіз (924–936)
- Ампуріас — Госберт, граф (916–931)
- Барселонське графство — Суньєр I, граф (911–947)
- Руссільйонське графство — Госберт, граф (916–931)
- Каркассонське графство — Акфред II, граф (908–934)
- Тулузьке графство — Раймунд III Понс, маркграф (924 — 942)
  - Урхельське графство  — Суніфред II, граф (897–948)
- Руерзьке графство — Ерменгол, граф (906 — бл. 935)
- Нантське графство — Інкон, граф (бл. 930–937)
- Овернське графство — Ебль Манцер, граф (927–932)
- Пуатевінське графство — Ебль Манцер, граф (902–934)
- Труа — Рауль II, граф (921–936)
- Шалонське графство — Жильбер, граф (924–956)
- Фландрське графство — Арнульф I Великий, граф (918–958, 962–965)

### Німеччина
Східне Франкське королівство — Генріх I Птахолов, король (919–936)
- Баварське герцогство — Арнульф Злий, герцог (907–937)
- Саксонське герцогство — Генріх I Птахолов, герцог (912–936)
- Франконське герцогство — Еберхард, герцог (918–939)
- Швабське герцогство — Герман I, герцог (926–948/949)
- Лотаринзьке герцогство — Гізельберт, герцог (928–939)
  - Верхнє Бургундське королівство — Рудольф II, король (912–937)
  - Еноське графство — Реньє II, граф (925 — бл. 940)
  - Намюрське графство — Роберт I, граф (бл. 924 — бл. 974)
- Прованське (Нижнє Бургундське королівство) — Гуго Арльський, король (928–933)
  - В'єннське графство — Ед де Вермандуа, граф (928–931)

### ЦентральнатаСхідна Європа
- Болгарське царство — Петр I, цар (927–969)
- Чеське князівство — Вацлав I Святий, князь (921–935)
- Угорське князівство — Жольт, князь (надьфейеделем) (907— 946/947)
- Хорватське королівство — Трпимир II, король (928–935)
- Київська Русь — Ігор, князь (912/922–944)
- Волзька Булгарія — Мікаїл ібн Джафар, хан (925 — 943)
- Хозарський каганат — Беніамін, бек-мелех (914—930); Аарон II, бек-мелех (930—940)

### Іспанія,Португалія
- Арагонське графство — Андрегота Галіндес, графиня (922–943)
- Леонське королівство — Альфонсо IV Чернець, король (926–931)
  - Алава — Альваро Еррамеліс, граф (921–931)
  - Кастилія і Бургос — Гутьєр Нуньєс, граф (929–931)
- Галісійське королівство — Раміро II, король (929–931)
- Кордовський халіфат — Абд ар-Рахман III, халіф (929–961)
- Наваррське королівство (Памплона) — Гарсія I, король (925–970)
- Португальське графство — Мумадона Діаш, графиня (924–968)

### Італія
король Італії — Гуго Арльський, король (926–945)
- Венеційська республіка — Орсо II Партичипаціо, дож (912–932)
- Беневентське та Капуанське князівства — Ландульф I, князь (910–943); Атенульф III, князь (933–943)
- Салернське князівство — Гвемар II, князь (901–946)
- Неаполітанське герцогство — Іоанн II, герцог (915–930)
- Папська держава — Стефан VII (VIII), папа римський (928–931)
- Тосканська марка — Гвідо, маркграф (915–930)

### Візантійська імперія
- Візантійська імперія — Роман I Лакапін, імператор (920–944)

## Азія

### Західна Азія
- Аббасидський халіфат — Аль-Муктадір, халіф (908–932)
- Яфуриди (Ємен) — Асад I ібн Ібрагім, імам (898–944)
- Кавказ:
  - Абхазьке царство — Георгій II, цар (923–957)
  - Вірменія (Анійське царство) — Абас I, цар (929–953)
  - Тао-Кларджеті  — Давид II, цар (923–937)
  - Кахетія — Квіріке III, князь (929–976)
  - Сюні — Смбат (Саак), нахарар (909–940)
  - Тбіліський емірат — Мансур бен Джаффар, емір (914–952)

### Центральна Азія
- Персія:
  - Зіяриди — Мердавідж ібн Зійар амір Джибала (928–935)
  - Табаристан — Шарвін II, іспахбад (896–930)
- Середня Азія:
  - Саманідська держава (Бухара) — Наср II, емір (914–943)
  - Караханідська держава — Сатук Богра-хан (Абд ал-Карім) (920–955)

### Південна Азія
- Індія:
  - Венгі— Східні Чалук'я — Юдхімалла, магараджа (928–935)
  - Гуджара-Пратіхари — Магіпала I, магараджа (913–944)
  - Західні Ганги — Нарасімха, магараджа (921–933)
  - Імперія Пала — Райяпала, магараджа (908–940)
  - Кашмір — Камалука, магараджа (904–940)
  - Парамара (Малава) — Ваїрісімха II, магараджа (918–948)
  - Раштракути — Амогаварша II, імператор (929–930); Говінда IV, імператор (930–935)
  - Харікела (династія Чандра) — Траіллокьячандра, магараджахіраджа (900–930); Шрічандра, магараджахіраджа (930–975)
  - Чола — Парантака I, магараджа (907/910–950)
  - Ядави (Сеунадеша) — Бхіллама I, магараджа (920–935)

### Південно-Східна Азія
- Кхмерська імперія — Джаяварман IV, імператор (928–941)
- Бан Пха Лао — Лао Кун, раджа (924–941)
- Мианг Сва — Кхун Кхіп, раджа (920–940)
- Паган — Сале Нгакве, король (904–934)
- Чампа — Індраварман III, князь (918–959)
- Індонезія:
  - Матарам — Сіндок, шрі-магараджа (929–947)
  - Сунда — Ягірі Прабу Пукуквесі, король (916–942)

### Східна Азія
- Японія — Дайґо, імператор (897–930); Судзаку, імператор (930–946)
- Китай (Епоха п'яти династій і десяти царств):
  - Пізня Тан — Мін-цзун (Лі Сиюань), імператор (926–933)
  - Мінь — Ван Яньцзюнь, князь (927–935)
  - У — Ян Пу, король (920–937)
  - У Юе — Цянь Лю, король (907–932)
  - Південна Хань — Гао-цзу (Лю Янь), імператор (917–942)
  - Цзіннань — Гао Цунхой, король (928–948)
  - Чу — Ма Інь, король (907–930); Ма Сішен, король (930–932)
- Корея:
  - Сілла — Кьонсун, ван (927–935)
  - Хупекче — Кьон Хвон, ван (900–935)
  - Корьо — Ван Гон (Тхеджо), ван (918–943)

## Африка
- Аксум (Ефіопія) — Татадім, імператор (919–959)
- Аудагаст — Тін Йарутан, емір (бл. 920–960)
- Імперія Гао — Косой Дарей, дья (бл. 920 — бл. 940)
- Фатімідський халіфат — Убайдаллах аль-Махді, емір (909–934)
- Магриб — халіф Касим ібн Ібрагім ібн Мухаммад ібн Хасан ібн Ідріс ас-Сагір (927–949)
- Макурія — Захаріас III (920—943/969)
- Некор — Абу Аюб Ісмаїл ібн Абд аль-Малік, емір (930–935)